# 馬克林托卡島
馬克林托卡島是俄羅斯的島嶼，屬於法蘭士約瑟夫地群島的一部分，由阿爾漢格爾斯克州負責管轄，島嶼長33公里，面積612平方公里，島上最高點521米。

## 外部連結
- List of island names in Russian（俄语：Список островов архипелага Земля Франца-Иосифа） Geography
- Pictures （页面存档备份，存于）
- Bird life[永久]